# 5304 Bazhenov
5304 Bazhenov (1978 TA7) là một tiểu hành tinh vành đai chính được phát hiện ngày 2 tháng 10 năm 1978 bởi Zhuravleva, L. V. ở Nauchnyj.